# كولد باي
كولد باي (بالإنجليزية: Cold Bay, Alaska) هي مدينة تقع في ولاية ألاسكا في الولايات المتحدة. تبلغ مساحة هذه المدينة 183.7 (كم²)، وترتفع عن سطح البحر 42 م، بلغ عدد سكانها 108 نسمة في عام 2010 حسب إحصاء مكتب تعداد الولايات المتحدة.

## التركيبة السكانية
حدّد مكتب تعداد الولايات المتحدة بيانات التركيبة السكانية لكولد باي في تعداد الولايات المتحدة. في ما يلي، التركيبة السكانية حسب تعدادي 2000 و2010.

### تعداد عام 2010
بلغ عدد سكان كولد باي 108 نسمة بحسب تعداد عام 2010، وبلغ عدد الأسر 46 أسرة وعدد العائلات 29 عائلة مقيمة في المدينة. في حين سجلت الكثافة السكانية 0.6 نسمة لكل كيلومتر مربع (1.6/ميل2). وبلغ عدد الوحدات السكنية 82 وحدة بمتوسط كثافة قدره 0.5 لكل كيلومتر مربع (1.3/ميل2).
وتوزع التركيب العرقي للمدينة بنسبة 74.07% من البيض و1.85% من الأمريكيين الأفارقة و12.04% من الأمريكيين الأصليين و1.85% من الأمريكيين ذوي الأصول الآسيوية و0.93% من الأعراق الأخرى و9.26% من عرقين مختلطين أو أكثر و4.63% من الهسبانيون أو اللاتينيون من أي عرق.
بلغ عدد الأسر 46 أسرة كانت نسبة 26.1% منها لديها أطفال تحت سن الثامنة عشر تعيش معهم، وبلغت نسبة الأزواج القاطنين مع بعضهم البعض 56.5% من أصل المجموع الكلي للأسر، ونسبة 2.2% من الأسر كان لديها معيلات من الإناث دون وجود شريك، بينما كانت نسبة 4.3% من الأسر لديها معيلون من الذكور دون وجود شريكة وكانت نسبة 37% من غير العائلات. تألفت نسبة 26.1% من أصل جميع الأسر من عدة أفراد يعيشون في نفس المنزل. وبلغ متوسط حجم الأسرة المعيشية 2.33، أما متوسط حجم العائلات فبلغ 2.83.
بلغ العمر الوسطي للسكان 44.8 عاماً. وكانت نسبة 19.4% من القاطنين تحت سن الثامنة عشر، وكانت نسبة 6.5% بين الثامنة عشر والرابعة والعشرين عاماً، ونسبة 25% كانت واقعةً في الفئة العمرية ما بين الخامسة والعشرين والرابعة والأربعين عاماً، ونسبة 48.1% كانت ما بين الخامسة والأربعين والرابعة والستين، ونسبة 0.9% كانت ضمن فئة الخامسة والستين عاماً فما فوق. وتوزع التركيب الجنسي للسكان بنسبة 61.1% ذكور و38.9% إناث.

## وصلات خارجية
- http://www.coldbay.org/ نسخة محفوظة 2 نوفمبر 2013 على موقع واي باك مشين.
- Community Information نسخة محفوظة 24 فبراير 2014 على موقع واي باك مشين.